# 厚生勞動省

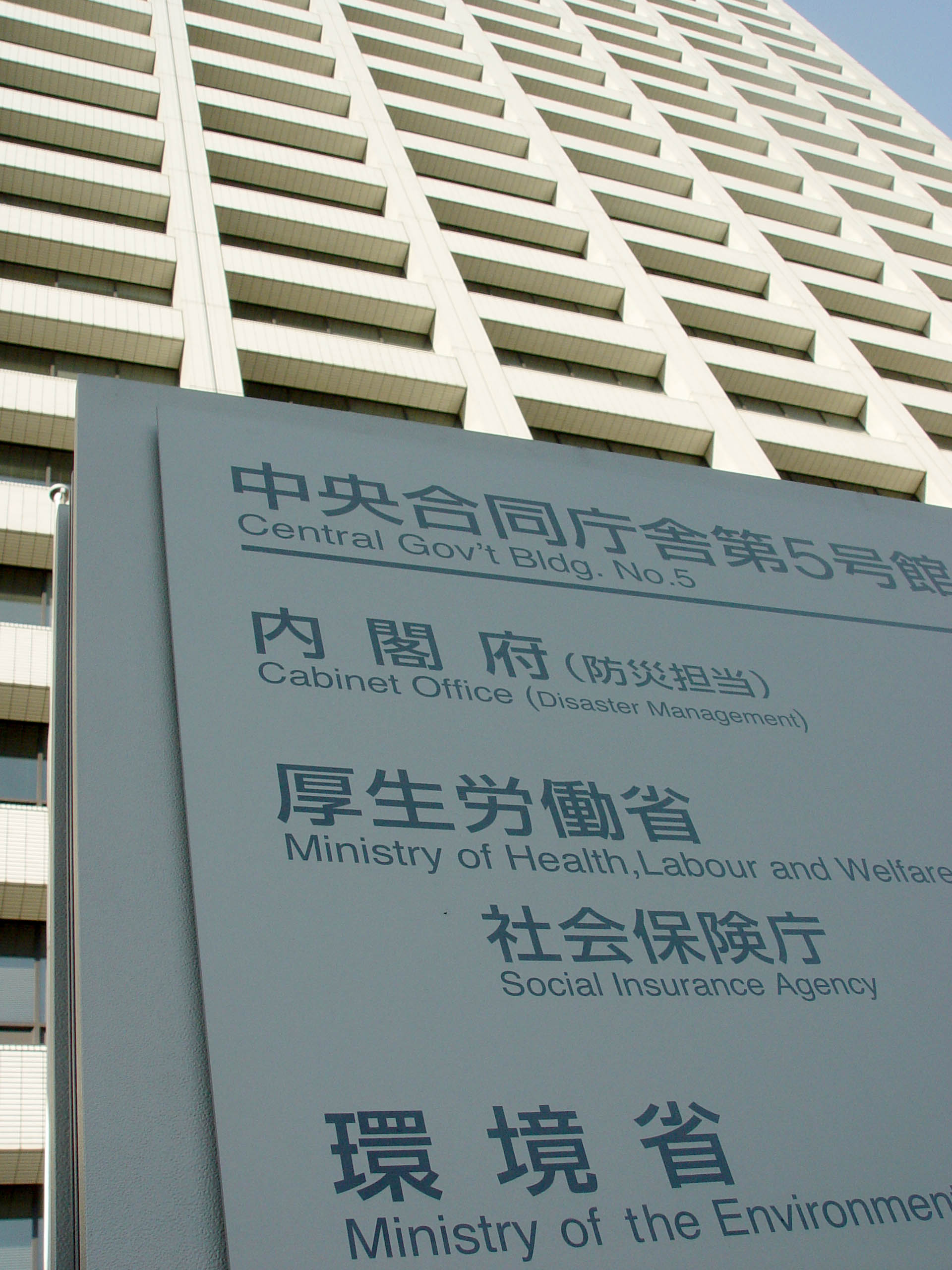
中央合同廳舍第5號館是厚生勞動省所在地

厚生勞動省（日语：／ Kōsei Rōdō Shō */?），簡稱厚勞省，是日本中央省廳之一，相當於他國福利部、衛生部及勞動部的綜合體。省名中的“厚生”出自中國古代《書經・虞書・大禹謨》篇大禹所說的“正德、利用、厚生、惟和”，意謂「厚民之生」，意即使人民生計溫厚，衣食豐足。
2001年1月，中央省廳再編，把厚生省與勞動省合併為厚生勞動省。主掌健康、醫療、兒童、育兒、福祉、看護、雇用、勞動、年金等政策領域。
本省任務為「保障與提升國民生活並促進經濟發展，提升社會福利、社會保障、公共衛生，整備勞動條件等勞動環境與確保工作機會」（厚生勞動省設置法第3條第1項）以及「協助引揚歸國、戰傷病者、戰死者遺族、未歸還者留守家族等及整理舊陸海軍剩餘業務」（同法第3條第2項）。

## 歷史
- 前身是內務省的社會局、衛生局。
- 1938年（昭和13年）1月11日 - 根據《厚生省官制》（昭和13年勅令第7號）設置厚生省
- 1946年（昭和21年）3月1日 - 根據《勞動組合法》（昭和20年法律第51號）設置中央勞動委員會
- 1947年（昭和22年）9月1日 - 根據《勞動省設置法》（昭和22年法律第97號）設置勞動省
- 1948年（昭和23年）5月31日 - 根據《引揚援護廳設置令》（昭和23年政令第124號）設置厚生省的外局引揚援護廳
- 1949年（昭和24年）6月1日 - 實施《厚生省設置法》（昭和24年法律第151號）並廢除厚生省官制
- 1954年（昭和29年）4月1日 - 修訂《厚生省設置法》，廢除引揚援護廳
- 1962年（昭和37年）7月1日 - 修訂《厚生省設置法》，設置社會保險廳
- 2001年（平成13年）1月6日 - 根據《厚生勞動省設置法》（平成11年法律第97號）設立厚生勞動省，並廢除厚生省和勞動省
- 2010年（平成22年）1月1日 - 廢除社會保險廳
- 2015年（平成27年）10月1日 - 內部部局健康局的生活衛生課與水道課移交給醫藥食品局，改稱為「醫藥、生活衛生局」。
- 2016年（平成28年）4月1日 - 《自殺對策基本法》修正，內閣府將自殺對策綜合調整在內的業務以及特別機關（日语：特別の機関）自殺綜合對策會議（日语：自殺総合対策会議）移交給厚勞省。
- 2017年（平成29年）7月 - 廢除雇用均等、兒童家庭局，雇用環境、均等局與兒童家庭局分離獨立。廢除職業能力開發局，改設人材開發統括官。新設醫系次官級職位醫務技監[5]。

## 所管業務
厚生勞動省設置法第4條列出共111項所掌事務。具體如下。
- 社會保障政策（1號）
- 少子高齡社会對應（2號）
- 疾病預防及治療研究（3號）
- 勞動組合（5號）
- 勞動基本權保障（6號）
- 勞動關係（7號）
- 人口政策（8號）
- 醫療普及、提升及指導、監督（9、10號）
- 醫師及牙醫師（12號）
- 供水（29號）
- 國立麻風病療養所（日语：国立ハンセン病療養所）（30號）
- 毒品取締（32號）
- 毒物及有害物質取締（33號）
- 公共衛生提升（40號）
- 勞動條件（41號）
- 產業安全、勞動衛生（44、45號）
- 勞動基準監督（46號）
- 勞動者災害補償保險事業（47號）
- 職業紹介及職業指導（54號）
- 雇用保險事業（61號）
- 職業安定（62號）
- 公共職業訓練（63號）
- 女性勞動問題（72、73號）
- 兒童、兒童家庭及孕婦等婦女福利（77號）
- 社會福利事業發展、改善（81號）
- 生活保護（82號）
- 消費生活協同組合（日语：生活協同組合）（84號）
- 國民生活保護及指導（86號）
- 殘疾福利（87、88號）
- 老人福利（90、91號）
- 長期照顧保險事業（93號）
- 醫療保險（93～97號）
- 年金保險（98～101號）
- 社會保險勞務士（102號）
- 引揚協助（103號）
- 戰傷病者、戰死者遺族等協助（104號）
- 舊陸海軍剩餘業務（105號）
- 人口動態統計及每月勞動力調查（第106號）

## 組織
厚生勞動省之內部組織一般而言由《厚生勞動省設置法》（法律）、《厚生勞動省組織令》（政令）以及《厚生勞動省組織規則》（省令）共同規定。

### 幹部
- 厚生勞動大臣（法律第2條第2項）
- 厚生勞動副大臣（國家行政組織法第16條）（2人）
- 厚生勞動大臣政務官（日语：厚生労働大臣政務官）（國家行政組織法第17條）（2人）
- 厚生勞動大臣補佐官（國家行政組織法第17條之2）（1人、非必要）
- 厚生勞動事務次官（日语：厚生労働事務次官）（國家行政組織法第18條）
- 醫務技監（法律第5條）
- 厚生勞動審議官（日语：厚生労働審議官）（法律第5條）
- 秘書官（日语：厚生労働大臣秘書官）

### 内部部局
- 大臣官房（日语：厚生労働省大臣官房）（政令第2條第1項）
  - 總括審議官（2人）（政令第18條第1項）
  - 技術總括審議官（1人）
  - 綜合政策、政策評價審議官（1人）
  - 數位安全、情報化審議官（1人）
  - 年金管理審議官（1人）
  - 審議官（14人）
  - 參事官（7人）（政令第19條第1項）
  - 人事課（政令第20條第1項）
  - 總務課
  - 會計課
  - 地方課
  - 國際課
  - 厚生科學課
- 醫政局（日语：医政局）
  - 總務課（政令第31條）
  - 地域醫療計畫課
  - 醫療經營支援課
  - 醫事課
  - 齒科保健課
  - 看護課
  - 經濟課
  - 研究開發振興課

- 健康局
  - 總務課（政令第40條）
  - 健康課
  - 癌症、疾病對策課
  - 結核感染症課
  - 難病對策課
- 醫藥、生活衛生局（日语：医薬・生活衛生局）
  - 總務課（政令第49條第1項）
  - 醫藥品審查管理課
  - 醫藥機器審查管理課
  - 醫藥安全對策課
  - 監視指導、麻藥對策課
  - 血液對策課
  - 生活衛生、食品安全企劃課
  - 食品基準審查課
  - 食品監視安全課
  - 生活衛生課
  - 水道課

主管醫藥品、醫療機器等承認審査與安全對策，藥物亂用對策等。
- 勞動基準局
  - 總務課（政令第59條第1項）
  - 勞動條件政策課
  - 監督課
  - 勞動關係法課
  - 賃金課
  - 勞災管理課
  - 勞動保險徴收課
  - 補償課
  - 勞災保險業務課
  - 安全衛生部（政令第2條第2項）
    - 計畫課（政令第59條第2項）
    - 安全課
    - 勞動衛生課
    - 化學物質對策課
- 職業安定局
  - 總務課（政令第73條第1項）
  - 雇用政策課
  - 雇用保險課
  - 需給調整事業課
  - 外國人雇用對策課
  - 雇用開發部
    - 雇用開發企劃課（政令第73條第3項）
    - 高齡者雇用對策課
    - 障害者雇用對策課
    - 地域雇用對策課
- 僱用環境、均等局
  - 總務課
  - 雇用機會均等課
  - 有期、短期間勞動課
  - 職業生活兩立課
  - 在宅勞動課
  - 勤勞者生活課
- 兒童家庭局
  - 總務課
  - 保育課
  - 家庭福祉課
  - 育兒支援課
  - 母子保健課
- 社會、援護局（日语：社会・援護局）
  - 總務課（政令第100條第1項）
  - 保護課
  - 地域福祉課
  - 福祉基盤課
  - 援護企劃課
  - 援護課
  - 業務課
  - 障害保健福祉部（政令第2條第2項）
    - 企劃課（政令第100條第2項）
    - 障害福祉課
    - 精神、障害保健課
- 老健局（日语：老健局）
  - 總務課（政令第112條）
  - 介護保險計劃課
  - 高齡者支援課
  - 振興課
  - 老人保健課

主管生活保護制度與災害救援等社會福利，以及協助滯留中國日本人與戰死者遺族等。
- 保險局（日语：保険局）
  - 總務課（政令第118條）
  - 保險課
  - 國民健康保險課
  - 高齡者醫療課
  - 醫療課
  - 調查課

主管長期照顧保險制度等高齡者健康、福利相關事務。
- 年金局
  - 總務課（政令第124條）
  - 年金課
  - 國際年全課
  - 企業年金國民年金基金課
  - 數理課
  - 事業企劃課
  - 事業管理課

主管公共年金制度及企業年金制度。
- 人才開發統括官
- 政策統括官（綜合政策擔當）
- 政策統括官（統計、情報政策擔當）

### 审议会等
- 社會保障審議會（日语：社会保障審議会）（法律第6條第1项）
- 厚生科学审议会
- 劳动政策审议会（日语：労働政策審議会）
- 醫道審議會（日语：医道審議会）
- 药事、食品衛生審議会
- 癌对策推進協議会（癌對策基本法、法律第6條第2項）[a]
- 過敏疾患對策推進協議會
- 肝炎对策推进协议会（肝炎对策基本法、法律第6條第2项）
- 中央最低赁金审议会（最低赁金法、法律第6條第2项）
- 過勞死防止對策推進協議會（過勞死等防止對策推進法、法律第6條第2項）
- 酒精健康障害對策關係者會議（酒精健康障害對策基本法）
- 劳动保险审查会（日语：労働保険審査会）（劳动保险审查官以及劳动保险审查会法、法律第6條第2項）
- 中央社会保险医疗协议会（日语：中央社会保険医療協議会）（社会保険医疗协议会法、法律第6條第2项）
- 社会保險審查會（日语：社会保険審査会）（社會保險審查官以及社會保險審查會法、法律第6條第2項）
- 國立研究開發法人審議會（政令第132條）
- 疾病、障害認定審查會（政令第132條）
- 援护审查会（政令第132條）

### 設施等機關
厚生勞動省的設施等機關分為以下8個。國立兒童自立支援設施以及國立障害者康復中心（國立光明寮、國立保養所、國立知的障害兒設施）習慣上總稱「國立更生援護機關」。
- 檢疫所（日语：検疫所）（法律第16條）
- 國立麻風病療養所（日语：国立ハンセン病療養所）
- 国立医药品食品卫生研究所（日语：国立医薬品食品衛生研究所）（政令第135條）
- 國立保健醫療科學院（日语：国立保健医療科学院）
- 國立社會保障・人口問題研究所（日语：国立社会保障・人口問題研究所）
- 国立感染症研究所
- 国立儿童自立支援设施（日语：国立児童自立支援施設）
- 国立障害者康复中心（日语：国立障害者リハビリテーションセンター）[b]
  - 管理部（省令第625條）
  - 自立支援局
  - 醫院
  - 研究所
  - 學院
- 自立支援局
  - 国立光明寮（日语：国立光明寮）
  - 国立保养所（日语：国立保養所）
  - 國立知的障害兒設施（日语：国立知的障害児施設）

国立光明寮
- 函馆视力障碍中心（省令第651條）
- 盐原视力障碍中心
- 神户视力障碍中心
- 福冈视力障碍中心

国立保養所
- 伊東重度障害者中心（省令第658條）
- 別府重度障害者中心

国立知的障害儿施设
- 秩父学园（省令第665條）

#### 檢疫所
以下13個檢疫所下設14支所和80出張所。另參考FORTH（厚生勞動省檢疫所）（页面存档备份，存于）。
- 小樽檢疫所（省令第76條别表第1）
- 仙台檢疫所
- 成田空港檢疫所
- 东京檢疫所
- 横滨檢疫所
- 新潟檢疫所
- 名古屋檢疫所
- 大阪檢疫所
- 关西空港檢疫所
- 神户檢疫所
- 广岛檢疫所
- 福冈檢疫所
- 那霸檢疫所

#### 国立麻風病療養所
- 國立療養所松丘保養園（日语：国立療養所松丘保養園）（省令第474條別表第3）
- 國立療養所東北新生園（日语：国立療養所東北新生園）
- 國立療養所栗生樂泉園（日语：国立療養所栗生楽泉園）
- 國立療養所多磨全生園（日语：国立療養所多磨全生園）
- 國立駿河療養所（日语：国立駿河療養所）
- 國立療養所長島愛生園（日语：国立療養所長島愛生園）
- 國立療養所邑久光明園（日语：国立療養所邑久光明園）
- 國立療養所大島青松園（日语：国立療養所大島青松園）
- 國立療養所菊池惠楓園（日语：国立療養所菊池恵楓園）
- 國立療養所星塚敬愛園（日语：国立療養所星塚敬愛園）
- 國立療養所奄美和光園（日语：国立療養所奄美和光園）
- 國立療養所沖繩愛樂園（日语：国立療養所沖縄愛楽園）
- 國立療養所宮古南靜園（日语：国立療養所宮古南静園）

#### 国立儿童自立支援施设
- 國立鬼怒川學院（日语：国立きぬ川学院）（省令第614條）
- 國立武藏野學院（日语：国立武蔵野学院）

### 特別機關
- 自殺綜合對策會議（日语：自殺総合対策会議）（自殺対策基本法第23條）
- 中央驻留军关系离职者等对策协议会（驻留军关系离职者等临时措置法、法律附则2）

### 地方支分部局
厚生劳动省的地方支分部局分为地方厚生局和都道府县劳动局两种。都道府縣勞動局在47個都道府縣都有設置。
- 地方厚生局（日语：地方厚生局）（法律第17條） - 健康福祉部（政令第153條）、麻藥取締部[c]、地方厚生支局（法律第19條）、地方麻藥取缔支所（法律第20條）
- 都道府县劳动局（日语：都道府県労働局） - 勞動基準監督署（日语：労働基準監督署）（法律第22條）（341署）、公共職業安定所（日语：公共職業安定所）（法律第23條）（477所）、地方劳动審議会（第156條之2）、地方最低賃金審議会（最低賃金法第20條）、紛争調整委員会（第6條）

#### 地方厚生局
- 北海道厚生局（日语：北海道厚生局）（法律第152條）
- 东北厚生局（日语：東北厚生局）
- 关东信越厚生局（日语：関東信越厚生局）
- 东海北陆厚生局（日语：東海北陸厚生局）
- 近畿厚生局（日语：近畿厚生局）
- 中国四国厚生局（日语：中国四国厚生局） - 四国厚生支局（日语：四国厚生支局）（政令第154條）
- 九州厚生局（日语：九州厚生局） - 九州厚生局沖繩麻藥取締支所[c]（政令第155條）

#### 都道府县劳动局
粗体字是人事區基幹局（北海道、宮城、埼玉、東京、新潟、愛知、大阪、廣島、香川、福岡）。
- 北海道劳动局
- 宫城劳动局（日语：宮城労働局）
- 青森劳动局（日语：青森労働局）
- 岩手劳动局（日语：岩手労働局）
- 秋田劳动局（日语：秋田労働局）
- 山形劳动局（日语：山形労働局）
- 福岛劳动局（日语：福島労働局）

- 埼玉劳动局（日语：埼玉労働局）
- 茨城劳动局（日语：茨城労働局）
- 群马劳动局（日语：群馬労働局）
- 栃木劳动局（日语：栃木労働局）
- 长野劳动局（日语：長野労働局）
- 东京劳动局
- 千叶劳动局（日语：千葉労働局）

- 神奈川劳动局（日语：神奈川労働局）
- 山梨劳动局（日语：山梨労働局）
- 新潟劳动局（日语：新潟労働局）
- 富山劳动局（日语：富山労働局）
- 石川劳动局（日语：石川労働局）
- 福井劳动局（日语：福井労働局）
- 爱知劳动局（日语：愛知労働局）

- 岐阜劳动局（日语：岐阜労働局）
- 静冈劳动局（日语：静岡労働局）
- 三重劳动局（日语：三重労働局）
- 大阪劳动局
- 滋贺劳动局（日语：滋賀労働局）
- 京都劳动局（日语：京都労働局）
- 奈良劳动局（日语：奈良労働局）

- 兵库劳动局（日语：兵庫労働局）
- 和歌山劳动局（日语：和歌山労働局）
- 广岛劳动局（日语：廣島労働局）
- 鸟取劳动局（日语：鳥取労働局）
- 鸟根劳动局（日语：島根労働局）
- 冈山劳动局（日语：岡山労働局）
- 山口劳动局（日语：山口労働局）

- 香川劳动局（日语：香川労働局）
- 德岛劳动局（日语：徳島労働局）
- 爱媛劳动局（日语：愛媛労働局）
- 高知劳动局（日语：高知労働局）
- 福冈劳动局（日语：福岡労働局）
- 佐贺劳动局（日语：佐贺労働局）
- 长崎劳动局（日语：長崎労働局）

- 大分劳动局（日语：大分労働局）
- 熊本劳动局（日语：熊本労働局）
- 宫崎劳动局（日语：宫崎労働局）
- 鹿儿岛劳动局（日语：鹿兒島労働局）
- 冲绳劳动局（日语：沖繩労働局）

### 外局
- 中央勞動委員會（国家行政組織法第3條第2項、勞動組合法第19條之2、法律第25條） - 事務局（勞動組合法第19條之11第1項）
  - 事务局 - 总务課（政令第158條）、審查課、調整第一課、調整第二課、調整第三課、地方事務所
    - 地方事務所（勞動組合法第19條之11第2項）　西日本地方事務所。

## 所管法人
2017年4月1日厚生勞動省主管之獨立行政法人有10個中間目標管理法人與7個國立研究開發法人。另外，與國土交通省、農林水產省、經濟產業省共管水資源機構水路事業部（健康局水道課）。
中期目標管理法人
- 勤勞者退職金共濟機構（日语：勤労者退職金共済機構）（勞動基準局）
- 高齡、障害、求職者雇用支援機構（日语：高齢・障害・求職者雇用支援機構）（職業安定局）
- 福祉醫療機構（日语：福祉医療機構）（社會、援護局）
- 國立重度知的障害者綜合設施希望之園（日语：国立重度知的障害者総合施設のぞみの園）（社會、援護局）
- 勞動政策研究、研修機構（日语：労働政策研究・研修機構）（政策統括官）
- 勞動者健康安全機構（日语：労働者健康安全機構）（勞動基準局）
- 國立醫院機構（日语：国立病院機構）（醫政局）
- 醫藥品醫療機器綜合機構（醫藥、生活衛生局）
- 地域醫療機能推進機構（日语：地域医療機能推進機構）（醫政局）
- 年金積立金管理運用獨立行政法人（日语：年金積立金管理運用独立行政法人）（年金局）

國立研究開發法人
- 醫藥基盤、健康、營養研究所（日语：医薬基盤・健康・栄養研究所）（大臣官房）
- 國立高度專門醫療研究中心（日语：国立高度専門医療研究センター）六法人
  - 國立癌症研究中心
  - 國立循環器病研究中心（日语：国立循環器病研究センター）
  - 國立精神、神經醫療研究中心（日语：国立精神・神経医療研究センター）
  - 國立国際醫療研究中心（日语：国立国際医療研究センター）
  - 國立成育醫療研究中心（日语：国立成育医療研究センター）
  - 國立長壽醫療研究中心（日语：国立長寿医療研究センター）

2018年4月1日主管之特殊法人為日本年金機構（年金局）。
2016年4月1日所管之特別法律設立民間法人（特別民間法人）有社會保險診療報酬支付基金（保健局）、建設業勞動災害防止協會（勞動基準局）、陸上貨物運送事業勞動災害防止協會（勞動基準局）、林業、木材製造業勞動災害防止協會（勞動基準局）、港灣貨物運送事業勞動災害防止協會（労働基準局）、中央職業能力開發協會（職業能力開發局）、中央勞動災害防止協會（勞動基準局）、企業年金聯合會（年金局）、石炭礦業年金基金（年金局）與全國社會保險勞務士會聯合會（勞動基準局）等10法人。
特別法律設立法人有健康保險組合聯合會（保險局）、全國健康保險協會（保險局）、國民年金基金聯合會（年金局）與船員災害防止協會（勞動基準局）等四法人。其中船員災害防止協會與國土交通省共管。任意團體有綜合型健康保險組合聯合體綜合健康保險組合協議會。

## 財政
2018年度（平成30年度）一般會計中的厚生勞動省所管之歲出預算為31兆7,430億1,315萬7千日圓，佔全體（97兆7127億6941萬1千日圓）約三成，是國家行政機關（13府省2廳2院）中最高的一省（第二為財務省的25兆5,256億9,418萬9千日圓）。
依機關細分如下：
- 厚生勞動本省 - 30兆9486億2916萬2千日圓
- 檢疫所 - 108億4617萬6千日圓
- 國立痲瘋病療養所 - 324億8477萬1千日圓
- 厚生勞動本省試驗研究機關 - 118億7487萬5千日圓
- 國立更生援護機關 - 83億2508萬5千日圓
- 地方厚生局 - 167億2181萬3千日圓
- 都道府縣勞動局 - 958億4601萬5千日圓
- 中央勞動委員會 - 14億8526萬日圓千日圓

依機費別來看，社會保障相關費用達32兆9732億2081萬4千日圓，佔歲出預算的大部分。其中，年金給付費有11兆6852億5688萬4千日圓，醫療給付費有11兆6078億6437萬3千日圓，介護給付費有3兆0953億1997萬8千日圓，生活保護費等社會福祉費有4兆523億8504萬9千日圓。
主管的一般會計歲入預算為5210億4307萬3千日圓。其大部分是返納金5130億840萬6千日圓。
厚生勞動省管理勞動保險特別會計，並與內閣府共管年金特別會計。另外，國會、裁判所、會計檢査院、內閣、內閣府、復興廳、總務省、法務省、外務省、財務省、文部科學省、厚生勞動省、農林水產省、經濟產業省、國土交通省、環境省及防衛省共管東日本大震災復興特別會計。

## 職員
2017年7月1日厚生勞動省一般職在職人數為3萬490人（其中女性8668人），當中的中央勞動委員會有96人（女性30人）。
行政機關職員定員令中的厚生勞動省員額為3萬1648人（含特別職1人）。本省與各外局員額由省令的厚生勞動省定員規則規定，本省為3萬1548人，中央勞動委員會為100人（事務局職員）。
2018年度預算員額為特別職21人、一般職2萬2,553人，共計2萬2,574人。此外，勞動保險特別會計的預算員額有8,652人，年金特別會計有442人（僅計算厚生勞動省）。一般會計預算員額細分如下。
- 厚生勞動本省 - 3290人（含特別職19人）
- 檢疫所 - 1,117人
- 國立痲瘋病療養所 - 2,917人
- 厚生勞動本省試驗研究機關 - 711人
- 國立更生援護機關 - 682人
- 地方厚生局 - 1,582人
- 都道府縣勞動局 - 1万2,173人
- 中央勞動委員會 - 102人

職員的採用試驗包含國家公務員採用綜合職試驗（研究所畢業者試驗）、國家公務員採用綜合職試驗（大學畢業程度試驗）、國家公務員採用一般職試驗（大學畢業程度試驗）、國家公務員採用一般職試驗（高中畢業程度試驗）、勞動基準監督官採用試驗及食品衛生監視員採用試驗。
厚生勞動省一般職職員為非現業國家公務員，勞動基本權中的爭議權與團體協約締結權不受國家公務員法認可。由於具有團結權，職員可依國公法規定自由成立或加入勞動組合「職員團體」（國公法第108條之2第3項）。
2018年3月31日現在人事院登錄的職員團體有七個聯合體、6個單一體、52個支部。人數2萬6,598人，組織率67.5%。組織率在13府省廳2院中僅次於農林水產省（72.6%）。現在的主要組合有全厚生職員勞動組合（全厚生）、全日本國立醫療勞動組合（全醫勞）、全勞動省勞動組合（全勞動）、東京職業安定行政職員勞動組合（東京職安勞組）、大阪勞動局職業安定行政職員勞動組合、沖縄非現業國家公務員勞動組合勞動支部、以及中央勞動委員會事務局勞動組合（中勞委勞組）等。全厚生與全醫勞另組成「厚生省勞動組合共闘會議」。另外以上2勞組與全勞動為國公勞連（全勞連旗下）成員，中勞委勞組則是中立系。

## 刊物
厚勞省執筆、編撰的年度報告書有「厚生勞動白書」、「勞動經濟白書」、「海外情勢報告」、「工作女性實情」、「母子家庭之母親就業支援相關年次報告」、「製作基盤技術振興施策」（製作白書）。製作白書依據製作基盤技術振興基本法8條規定，收錄向國會報告的「製作基盤技術振興施策」。定期刊物有月刊『厚生勞動』。